# Alfred Biesiadecki

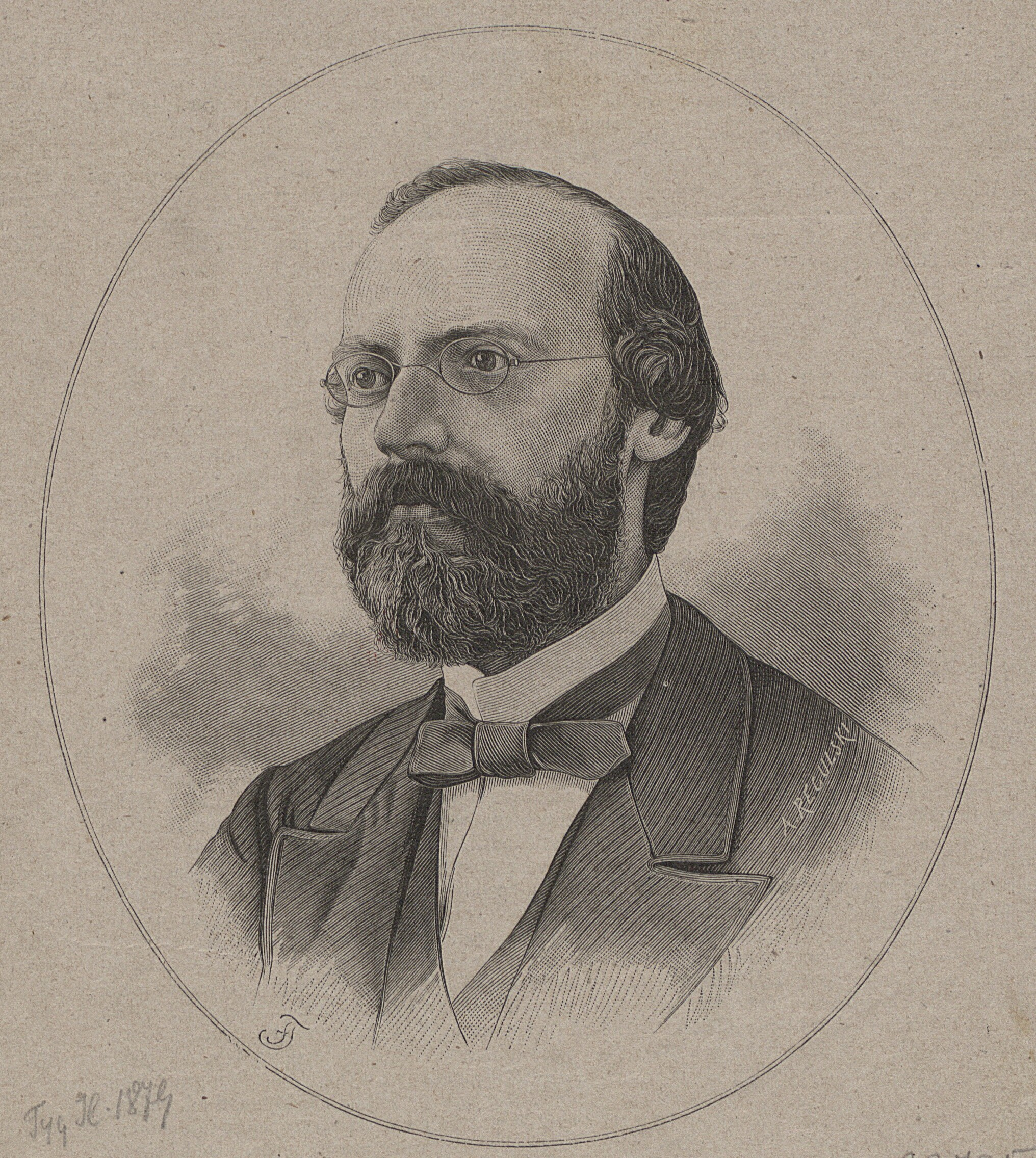
Alfred Biesiadecki

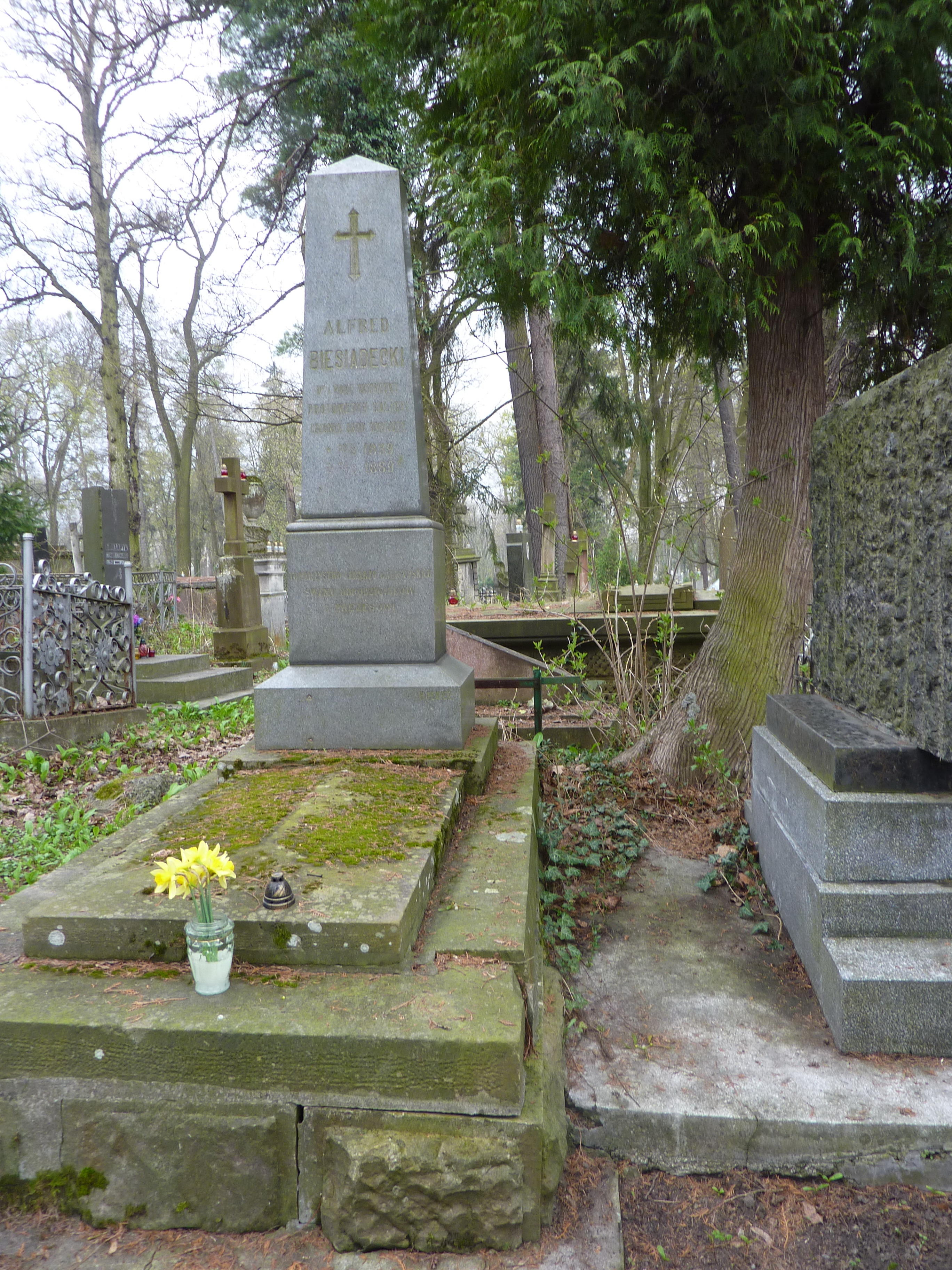
Mộ của Alfred Biesiadecki tại nghĩa trang Lychakiv

Alfred Biesiadecki (13 tháng 3 năm 1839 - 31 tháng 3 năm 1889) là bác sĩ bệnh học người Ba Lan. Ông xuất thân từ Dukla.
Ông học ngành bác sĩ y khoa tại Đại học Viên, có bằng tiến sĩ y khoa năm 1862. Năm 1865, ông làm trợ lý tại Viện giải phẫu bệnh học ở Viên dưới thời Karl Rokitansky. Từ năm 1868 đến năm 1876, ông là giáo sư giải phẫu bệnh tại Đại học Jagiellonian ở Kraków, sau đó chuyển đến Lviv để tổ chức quản lý dịch vụ y tế.
Biesiadecki là nhà tiên phong về mô bệnh học tại Ba Lan. Ông được vinh danh vì những đóng góp trong nghiên cứu các bệnh da liễu. Tên của ông được đặt cho một cấu trúc giải phẫu tên là Hố Biesiadecki, danh pháp hiện tại của cấu trúc giải phẫu này là hố dưới phúc mạc chậu (iliacosubfascial fossa) Ông đã xuất bản các chuyên luận y học bằng tiếng Ba Lan và tiếng Đức.

## Một số tác phẩm y văn
- Über das Chiasma nervorum opticorum des Menschen und der Tiere (Mối liên quan của giao thoa thị giác giữa người và động vật), 1860
- Untersuchungen über die Gallen- und Lymphgefässe der Menschenleber in pathologischen Zuständen (Nghiên cứu về túi mật và mạch bạch huyết của gan người trong trạng thái bệnh lý), 1867
- Beiträge zur physiologischen Anatomie der Haut (Đóng góp vào giải phẫu sinh lý da), 1867
- Untersuchungen aus dem pathologisch-anatomischen Institut in Krakau (Nghiên cứu của Viện Giải phẫu-Giải phẫu bệnh tại Kraków), 1872
- Anatomija patologiczna gruczołów skórnych (Giải phẫu các tuyến bệnh lý của tuyến da), 1874. Trong tác phẩm này, ông mô tả về những thay đổi mô bệnh học của tuyến bã nhờn và mô tả mô bệnh học-lâm sàng về các bệnh ngoài da có tiết bã.[3]